# Куликова Марія Василівна
Марія Василівна Куликова (Струнникова) (17 січня 1917, село Маріцино, тепер Івановського району Івановської області, Російська Федерація — 14 квітня 1999, місто Іваново, Російська Федерація) — радянська діячка, новатор виробництва, помічник майстра прядильного виробництва Івановської фабрики імені Дзержинського. Депутат Верховної ради СРСР 5-го скликання. Член Центральної Ревізійної Комісії КПРС у 1961—1966 роках. Герой Соціалістичної Праці (7.03.1960).

## Життєпис
Народилася в робітничій родині. Батько і мати працювали на ткацькій фабриці в місті Іваново. Закінчила сільську школу, працювала в колгоспі.
У 1934 році з відзнакою закінчила школу фабрично-заводського учнівства при фабриці імені Дзержинського в місті Іваново. Працювала прядильницею на фабриці імені Дзержинського, брала участь у стахановському русі.
У 1938 році, як кращу прядильницю виробництва, її відправили на навчання до Івановської обласної школи помічників майстрів. У 1940 році закінчила цю школу.
З травня 1940 по 1973 рік — помічник майстра прядильного виробництва Івановської фабрики імені Дзержинського.
Член ВКП(б) з 1942 року.
У 1951 році Марія Куликова разом з іншими помічниками майстрів виступила з ініціативою соціалістичного змагання за ударну працю колективу, за досягнення відстаючими ділянками, цехами і бригадами основних техніко-економічних показників передових підприємств.
Указом Президії Верховної Ради СРСР від 7 березня 1960 року в ознаменування 50-річчя Міжнародного жіночого дня, за видатні досягнення в праці і особливо плідну громадську діяльність Куликовій Марії Василівні присвоєно звання Героя Соціалістичної Праці з врученням ордена Леніна і золотої медалі «Серп і Молот».
У 1973—1978 роках — заступник директора Івановської фабрики імені Дзержинського з підготовки та виховання молодих текстильників масових професій.
З червня 1978 року — персональний пенсіонер в місті Іваново.
Померла 14 квітня 1999 року. Похована на Алеї почесних громадян на цвинтарі Балино міста Іванова.

## Нагороди і звання
- Герой Соціалістичної Праці (7.03.1960)
- орден Леніна (7.03.1960)
- орден Трудового Червоного Прапора
- Золота медаль ВДНГ
- медалі